# Giovanni Animuccia
Giovanni Animuccia, né vers 1520 à Florence et mort à Rome vers le 20 mars 1571, est un compositeur italien de la Renaissance.

## Biographie
On ne connaît rien de la formation de Giovanni Animuccia, originaire de Florence. Vers 1550, il se rend à Rome, au service du cardinal Ascanio Sforza. En janvier 1555, il devient maître de chapelle (maestro di cappella) de la maîtrise Cappella Giulia de la Basilique Saint-Pierre. Il occupe le poste jusqu'à sa mort en 1571. 
« Il fut l'un des premiers disciples de son concitoyen saint Philippe Néri [et compose] deux livres de Laudi » pour la congrégation de l'Oratoire fondée par Néri. 
En 1563, il supervise la publication d’Il primo libro delle laudi spirituali, recueil de ses laudes (un type particulier de chants de louange) à trois ou quatre voix. Il publie deux recueils, combinant parfois pièces sacrées et profanes, notamment Il primo libro de madrigali, a tre voci, con alcuni motetti, e madrigali spirituali (« Premier livre de madrigaux, à 3 voix, avec plusieurs motets, et des madrigaux spirituels »), qui paraît en 1565. Il secondo libro delle laudi, paru en 1570, contient des laudes jusqu'à huit voix. « Toutes ses œuvres ont en commun la clarté de l'écriture et l'intelligibilité du texte ».
Giovanni Animuccia est le frère de Paolo Animuccia.

## Œuvres
- Madrigali e Motetti a quattro e cinque voci, primo libro (1547)
- Madrigali e Motetti a cinque voci, secundo libro (1554)
- Madrigali e Motetti a cinque voci, terzio libro (1551)
- Il primo libro delle laudi spirituali a tre voci (1563)
- Il primo libro de madrigali, a tre voci, con alcuni motetti, e madrigali spirituali (1565)
- Il primo libro di Messe  a quattro e sei voci (1567)
- Magnificats (1568)
- Il secondo libro delle laudi spirituali a quattro voci (1570)

Plusieurs autres compositions de Giovanni Animuccia sont conservées en manuscrit à la Bibliothèque apostolique vaticane.

## Enregistrements
- Deh, venitene, pastori, dans Sacred Music for the Poor, Concerto Romano, Alessandro Quarta (dir.), CD Christophorus (2014)
- Gia fu presa da te (laudes à 4), dans The Ear of the Huguenots, Huelgas Ensemble, Paul van Nevel (dir.), CD Deutsche Harmonia Mundi (2017)